# Academie de Foot Amadou Diallo
Academie de Foot Amadou Diallo w skrócie AFAD Djékanou – iworyjski klub piłkarski grający w iworyjskiej pierwszej lidze, mający siedzibę w mieście Abidżan.

## Sukcesy
- I liga[1]:
  - wicemistrzostwo (2): 2011, 2012

- Puchar Ligi Wybrzeża Kości Słoniowej[2]:
  - zwycięstwo (1) 2018

## Występy w afrykańskich pucharach
| Sezon | Rozgrywki           | Runda    | Kraj         | Klub                     | Dom | Wyjazd | Dwumecz |
| ----- | ------------------- | -------- | ------------ | ------------------------ | --- | ------ | ------- |
| 2012  | Liga Mistrzów       | wstępna  | Kongo        | CSMD Diables Noirs       | 1–0 | 1–0    | 2–0     |
| 2012  | Liga Mistrzów       | 1        | Algieria     | JSM Bejaïa               | 3–0 | 2–1    | 5–1     |
| 2012  | Liga Mistrzów       | 2        | Tunezja      | Étoile Sportive du Sahel | 1–0 | 1–4    | 2–4     |
| 2012  | Puchar Konfederacji | play-off | Maroko       | Wydad Casablanca         | 0–1 | 0–0    | 0–0     |
| 2013  | Liga Mistrzów       | wstępna  | Sierra Leone | Diamond Stars FC         | 5–1 | 1–1    | 6–2     |
| 2013  | Liga Mistrzów       | 1        | Kamerun      | Coton Sport FC de Garoua | 0–1 | 1–2    | 1–3     |

## Stadion
Domowe mecze klub rozgrywa na stadionie o nazwie Stade Robert Champroux w Abidżanie, który może pomieścić 20 000 widzów.

## Reprezentanci kraju grający w klubie od 2008 roku
Stan na styczeń 2023.
| - Vincent Angban - Gbagnon Badie - Brahima Bakayoko - Stéphane Bedi - Cheick Comara - Salif Ibrahim Coulibaly - Topio Coulibaly - Bradji Dakouri - Jacob Dépodé - Ibrahima Diaby - Thierry Doubaï - Datro Fofana - Bi Thomas Gonazo | - Semelo Gueï - Thierry Kassi - Yao Kévin Konan - Ibrahim Koné - Cheick Moukoro - Brou Manassé N’Goh - Serge N’Guessan - Yannick Zakri - Stéphane Aziz Ki - Moïse Zongo - Pierre Kwizera - Alloy Brown - Olarenwaju Kayode |